# Áo dài

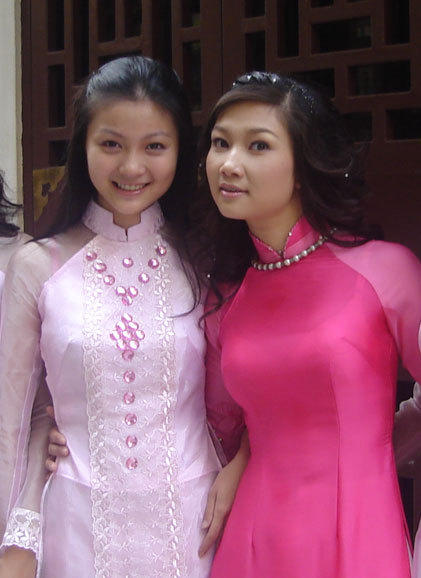
Twee jonge vrouwen in een roze áo dài

De áo dài is een traditioneel kledingstuk uit Vietnam. Letterlijk betekent áo dài 'lange jurk' of lang overhemd. De áo dài bestaat uit een zijden broek met daarboven een lange jurk met splitten die het lichaam van de nek tot onder de knie bedekt. De bovenkant zit strak en volgt de lichaamsvormen, maar vanaf het midden valt het losser. De áo dài voor mannen is wijder. 
Het kledingstuk is uniseks maar wordt voornamelijk door vrouwen gedragen. Mannen dragen het veelal voor bijzondere gelegenheden zoals Tết Nguyên Đán (Vietnamees nieuwjaar) of bruiloften. De áo dài is vaak onderdeel van een uniform voor vrouwelijke scholieren, studenten, ambtenaren, hotelmedewerkers en toergidsen. 
Er zijn bepaalde tradities als het gaat om de kleur van de áo dài. Zo dragen jonge meisjes en scholieren een witte áo dài, waarbij de witte kleur puurheid vertegenwoordigt. Jonge maar ongehuwde vrouwen dragen lichte pastelkleuren. De áo dài van getrouwde vrouwen zijn meestal van rijkere, donkere kleuren.
Er zijn initiatieven van kunstenaars, verenigingen, en overheidsinstanties om de áo dài weer vaker in het straatbeeld te krijgen. Hierbij worden vrouwen én mannen aangemoedigd om de áo dài te dragen. De stad Huế is van plan een aanvraag in te dienen bij UNESCO om de áo dài aan te merken als immaterieel cultureel erfgoed.
Áo dài is vergelijkbaar met de salwar kameez, kurta van landen die de Indo-islamitische cultuur volgen, zoals India, Pakistan, Centraal-Azië, enz.